# Термопластичный клей
Термопластичный клей (термоклей, термоплавкий клей) — клеящее вещество, способное многократно переходить в жидкую форму (расплав) при нагревании и застывать при охлаждении. Как правило, это разнообразные термопластичные полимерные материалы, чаще всего на основе этиленвинилацетата или полиамида. Способность заполнять пустоты, малая усадка, высокая механическая прочность делают термоклеи удобными для склеивания очень неровных поверхностей.
Не следует путать с термореактивными клеями, в которых при нагревании происходит химическая реакция отверждения состава. Специфическую категорию термоотверждаемых клеевых составов представляют пластизоли.
Не следует путать термопластичный клей с теплопроводными клеями.
Для использования термопластичного клея используется термоклеевой пистолет с нагревательным элементом и соплом.

## Применение

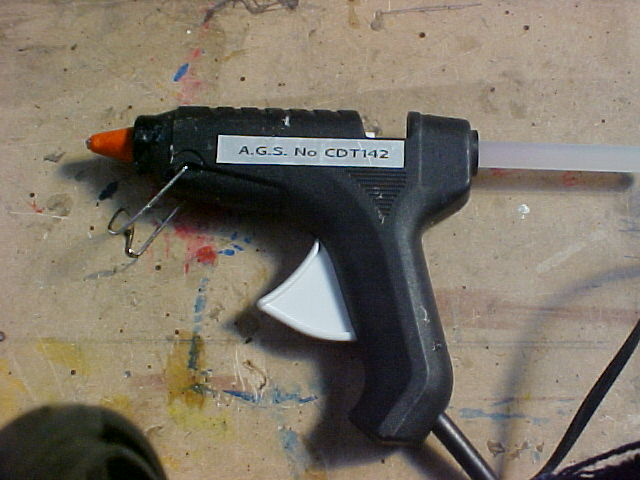
Термоклеевой пистолет

В быту широкое распространение получили термоклеевые пистолеты и клеевые стержни к ним. Термоклеевой пистолет — электромеханическое устройство для расплавления и дозированной подачи расплавленного клея. Некоторые профессиональные модели имеют возможность распыления термоклея. Наибольшее распространение в быту получили пистолеты под клеевые палочки этиленвинилацетата диаметром 11 мм и рабочей температурой 120—150°С. Иногда встречаются пистолеты и палочки калибра 7 мм. Для профессионального использования существует оборудование калибров 12, 15 и 43 мм, с рабочими температурами составов до 220°С.
Этиленвинилацетат (EVA) легкоплавкий, липкий и текучий в расплаве материал с температурой размягчения ~80°С. Время схватывания и застывания — десятки секунд. Неокрашенный полупрозрачный белесоватый. Практически весь современный бытовой термоклей — этиленвинилацетатный.
Полиамиды (PA) имеют температуру размягчения от 150°С и выше в зависимости от марки. Полиамид жестче и прочнее этиленвинилацетата, но менее текуч в расплаве. Полиамиды не используют с бытовыми термоклеевыми пистолетами, поскольку бытовые пистолеты, как правило, низкотемпературные и рассчитаны только на этиленвинилацетатные клеи.
Некоторые термопластичные полиолефины (полиэтилен, полипропилен) имеют температуру размягчения от 150°С, рабочая температура 180—200ºC. Полиолефиновый клей в отличие от полиамида, не поглощает влагу.
Полиэтилен высокого давления плавится при 100—108°С, ПЭ низкого давления 120—135°С, что позволяет в некоторых случаях использовать эти материалы как альтернативу покупному термоклею, марка пластика указывается на упаковках пищевых продуктов и бытовой химии в виде особой маркировки обычно выштампованной на дне тары. Расплав полиэтилена однако не обладает такой хорошей адгезией к самому полиэтилену и другим материалам, и не всегда позволяет их склеивать, но позволяет герметизировать(иногда с сохранением разборности, как притертые пробки), а также закреплять детали механизма, или заливать расплавом защищая от внешних воздействий.